# Jacques Lavallée (graveur)
Pour l'acteur canadien, voir Jacques Lavallée.
Pour les articles homonymes, voir Lavallée.
Jacques Lavallée est un dessinateur, graveur et imprimeur d'estampes français, actif de 1776 à 1825.

## Biographie

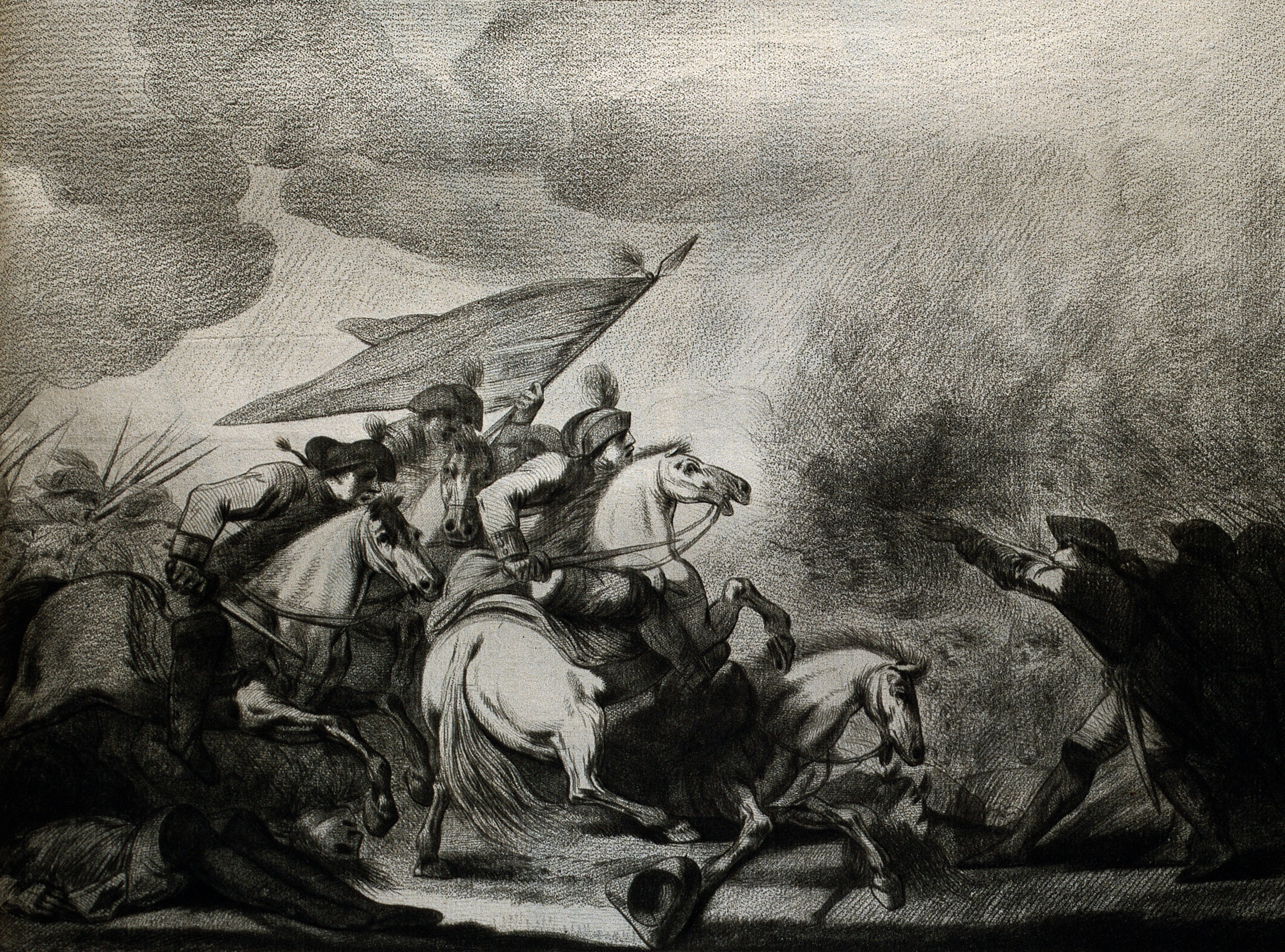
Scène de bataille (1778-1779), manière de crayon par Lavalée d'après Gamelin (Fonds Wellcome).

Natif de Toulouse, on ignore ses dates exactes de naissance et de décès. Le Dictionnaire de la biographie française (2001) indique une possible date de naissance vers 1750. Trois sources indiquent comme professeur de dessin et de gravure, Jacques Firmin Beauvarlet, Jacques Gamelin et un certain Labarthe.
Lavallée, qui signe parfois « Lavalée », commence à produire dans sa région d'origine des gravures sur métal au milieu des années 1770. Il exécute par exemple le portrait de Silvestre-Jean-François de Roux, marquis de Puivert d'après Jacques Gamelin. Avec ce dernier, une intense collaboration donne naissance en 1779 à l'ouvrage Nouveau recueil d'ostéologie et de myologie, paru chez Desclassan (Toulouse), illustré de 94 planches, dédié au baron Nicolas-Joseph Marcassus de Puymaurin (1718-1791).
Sous la Révolution, il habite Paris au 63 rue Galande. Le 29 juillet 1795, un différend oppose le « citoyen Lavallée » à l'éditeur François-Ambroise Didot dans le cadre de l'édition complète des œuvres de Jean Racine : l'arbitrage juridique convoque la plupart des graveurs importants de cette époque et se conclut au bénéfice de Lavallée qui empoche 1 200 livres en métal (et non en assignats dévalués) pour le prix de son travail. 
Il participe au Livre du Sacre de l'Empereur (1804), exécutant quatre gravures d'après Jean-Baptiste Isabey.
En 1816, il réside au 25 rue Neuve-Sainte-Étienne-du-Mont, et remplit la fonction de secrétaire général de l'administration des musées. Il supervise la mise en vente d'une série d'estampes par souscription, réalisées avec Jean-Baptiste Réville, les Vues et perspectives des salles du Musée des monuments français (1819), d'après des dessins de Jean-Lubin Vauzelle, et comprenant des notices de Roquefort. Ce document présente une grande importance historiographique, puisque la plupart des objets ainsi que le lieu ont disparu.
En 1826, il est signalé comme graveur au 7 rue du Fouarre.
Lavallée contribua à d'autres ouvrages et recueils collectifs, tels que la Galerie de Florence, et produit des vues pour la Description de l'Égypte, etc.